# Кисин, Евгений Игоревич
Евге́ний И́горевич Ки́син (род. 10 октября 1971, Москва) — советский, российский, британский и израильский пианист и композитор. Лауреат двух премий «Грэмми».

## Биография

### Профессиональное становление
Родился в Москве, в семье инженера Игоря Борисовича Отмана (1934—2012), начальника 21-го цеха на заводе МЗЭМА, и преподавателя игры на фортепиано Эмилии Ароновны Кисиной (род. 1937). Старшая сестра Алла (род. 1961) — воспитанница ЦМШ, пианистка; совсем малышом Женя нередко по слуху наигрывал или пел то, что она разучивала.
В 6 лет поступил в музыкальную школу имени Гнесиных, а после её окончания — в институт имени Гнесиных (ныне Российская академия музыки имени Гнесиных). Первый и единственный педагог — Анна Павловна Кантор (1923—2021), жила с семьёй музыканта до последних дней жизни; её советами он продолжал пользоваться и в зрелом возрасте.
Начинал как вундеркинд. В 10 лет впервые выступил с оркестром, исполнив 20-й концерт Моцарта. Год спустя дал свой первый сольный концерт. В 1984 году (в 12 лет) исполнил 1 и 2 концерты Шопена для фортепиано с оркестром в Большом зале МГК им. Чайковского.

### Кисин как классический пианист
В 1985 году Евгений Кисин впервые выехал с концертами за рубеж, в 1987 дебютировал в Западной Европе на Берлинском фестивале. В 1988 году выступил с Гербертом фон Караяном на Новогоднем концерте Берлинского филармонического оркестра, исполнив Первый концерт Чайковского.
В сентябре 1990 года состоялся дебют Кисина в США, где он исполнил 1 и 2 концерты Шопена с Нью-Йоркским филармоническим оркестром под управлением Зубина Меты. А неделю спустя музыкант выступил с сольным концертом в Карнеги-холле. В феврале 1992 года Кисин принимал участие в церемонии Grammy Awards в Нью-Йорке, транслировавшейся по телевидению на аудиторию, состоявшую из миллиарда шестисот миллионов зрителей. В августе 1997 года дал сольный концерт на фестивале «Proms» в лондонском Альберт-холле — первый фортепианный вечер за более чем 100-летнюю историю фестиваля.
Концерты сезона 2012/13 годов пианист посвятил памяти своего отца, скончавшегося 30 мая 2012 года.

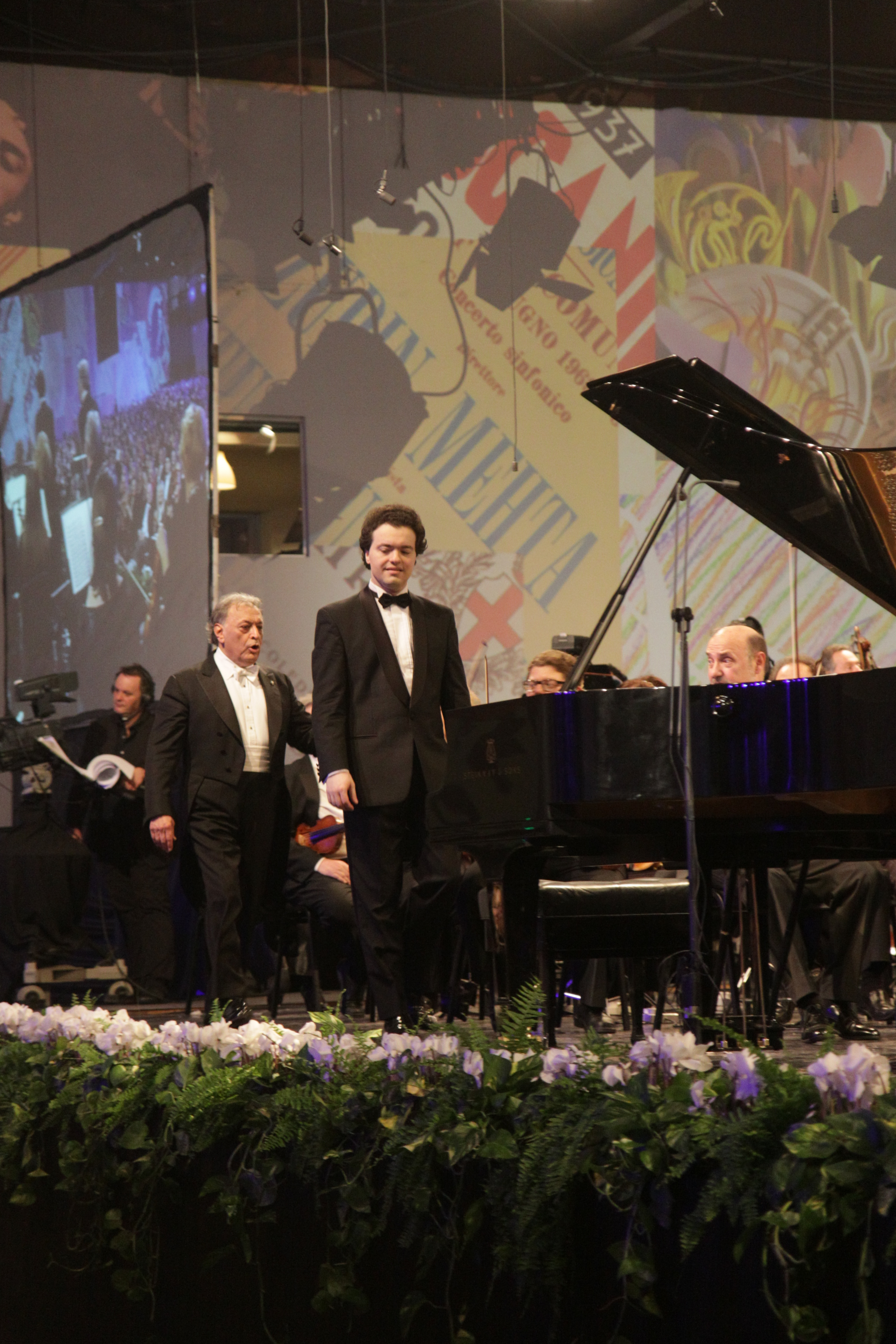
Е. Кисин и З. Мета, Тель-Авив, 2011

Кисин ведёт интенсивную концертную деятельность в Европе, Америке и Азии, собирая неизменные аншлаги. Выступал с ведущими оркестрами мира под управлением таких дирижёров, как Клаудио Аббадо, Владимир Ашкенази, Даниэль Баренбойм, Валерий Гергиев, Карло Мария Джулини, Колин Дэвис, Джеймс Ливайн, Лорин Маазель, Рикардо Мути, Андрис Нелсонс, Сэйдзи Одзава, Антонио Паппано, Михаил Плетнёв, Мстислав Ростропович, Саймон Рэттл, Евгений Светланов, Владимир Спиваков, Юрий Темирканов, Георг Шолти и Марис Янсонс. Участвовал в рециталах концертных песен с Маттиасом Гёрне и Рене Флеминг.
Выступает также с программами, сочетающими музыкальный рецитал с декламацией стихов.

### Другие виды творческой деятельности
Кисин — автор ряда музыкальных произведений. В их числе фортепианный цикл: Размышление, Додекафонное танго, Интермеццо, Токката (закончен в 2015), Соната для виолончели и фортепиано (2016), Струнный квартет (закончен в 2016), Трио для фортепиано, скрипки и виолончели (2022). Интерес к сочинению музыки Евгений ощущал ещё в детстве, а толчком к более серьёзным занятиям композицией послужила встреча с А. Пяртом.
Евгений Кисин также приобрёл определённую известность как литератор (писатель, поэт, чтец, переводчик). Выступает с поэтическими вечерами на идише и на русском языке. В 2010 году вышел компакт-диск с записями произведений современной поэзии на идише в его исполнении. По словам самого Кисина, он с детства обладает сильным еврейским самосознанием и размещает на сайте своего фан-клуба произраильские материалы. Публикует стихи и прозу на идише в нью-йоркской газете «Форвертс». В январе 2019 года был напечатан его первый сборник стихов, рассказов и стихотворных переводов на идише, а в 2021 году — сборник рассказов и дневников.
В 2022 году с баритоном Томасом Хэмпсоном выступил в драматической постановке «Address Unknown» по одноимённому роману (1938) Кэтрин Тэйлор на фестивале Вербье в Швейцарии и в 2024 году в рамках фестиваля Cherry orchard (Вишнёвый сад) в Нью-Йорке.

### Места жительства. Гражданства
Первые двадцать лет прожил в Москве. После распада СССР уехал с родителями и сестрой из страны. Намеревался приезжать с концертами в Россию, но в течение пяти лет опасался из-за угрозы призыва на срочную службу (ему то давали, то аннулировали отсрочку, в итоге от армии освободили, однако к тому времени у него уже превалировали другие гастрольные интересы).
С 1991 года жил в Нью-Йорке, Лондоне и Париже. В 2002 году Евгений Кисин получил подданство Великобритании.

В декабре 2013 года Евгений Кисин стал гражданином Израиля. Он получил удостоверение личности и израильский паспорт в ходе торжественной церемонии, на которой присутствовали глава Сохнута Натан Щаранский и министр абсорбции Софа Ландвер. На церемонии Кисин заявил: 

Всю мою сознательную жизнь я думал об Израиле, и я понял, что не могу далее наслаждаться успехом на фоне растущей ненависти к Израилю во всем западном мире. Теперь я чувствую себя более спокойным, все теперь более естественно.

С 2016 года живёт в Праге.

## Семья
Жена — Карина Евгеньевна Арзуманова (род. 1971), филолог, преподаватель немецкого языка; дочь пианиста и музыкального педагога Е. Я. Либермана, сестра актёра и писателя Павла Любимцева. Долгое время работала журналисткой на радио «Свобода». Супруги росли в одном дворе и знакомы с дошкольного возраста. У Евгения Кисина детей нет; у его жены трое детей от предыдущего брака.

## Общественная позиция
В 2021 году был в числе примерно 400 академических музыкантов, подписавших обращение к властям России с требованием освободить Алексея Навального и других политзаключённых.
В феврале 2022 года осудил вторжение России в Украину, после чего принимал участие в благотворительных концертах в поддержку Украины. Считает бойкот русской культуры в ответ на вторжение неправильным, однако, по его мнению, в сложившихся условиях исполнение произведений, в которых прославляется русская или российская победа, неуместно. В интервью 14 июня 2023 года в резко негативном тоне высказался о президенте Путине и о войне с Украиной, поддерживающих эту войну музыкантов назвал «сволочами» и прокомментировал замысел написанного им самим в 2022 году «Трио» как антивоенного произведения с верой в победу Украины.
19 июля 2024 года внесён в «Реестр иностранных агентов» Министерства юстиции РФ под № 835.

## Награды и музыкальные премии
- Орден Почёта (25 сентября 2012 года, Армения) — за значительный вклад в укрепление и развитие армяно-российских культурных связей, а также оказание гуманитарной помощи пострадавшим от катастрофического землетрясения в Армении в 1988 году[59].
- Орден Дружбы (29 сентября 2021 года, Армения) — за значительный вклад в укрепление и развитие армяно-российских культурных связей[60].
- В мае 2001 года Кисину присвоено звание почётного доктора музыки Манхэттенской школы музыки, в июне 2005 — почётного члена Королевской академии музыки (Лондон), в 2009 году — почётного доктора Гонконгского университета, в 2010 году — почётного доктора Еврейского университета в Иерусалиме, в 2021 году — почётного доктора Национальной музыкальной академии в Софии[61].
- Введён в Зал славы журнала Gramophone[62].

Евгений Кисин никогда не участвовал в конкурсах исполнителей, однако является лауреатом ряда премий:
- Премия Академии музыки «Chigiana» «Лучший пианист года» (Италия, 1991)
- Премия журнала «Musical America» «Инструменталист года» (1994)
- Почётная премия «Триумф» (Россия, 1996; вручена в 1997 году)
- Премия имени Шостаковича (Россия, 2003)
- Премия имени Караяна (Германия, 2005)
- Премия «Грэмми» в категории «Лучшее классическое сольное исполнение на музыкальном инструменте» за исполнение произведений Скрябина, Метнера и Стравинского (США, 2006)
- Премия имени Бенедетти Микеланджели (Италия, 2007)
- Премия «Грэмми» в 2010 году в номинации «лучшее сольное инструментальное исполнение с оркестром» за запись второго и третьего концертов для фортепиано Сергея Прокофьева[63].

## Литературные записи. Книги
- אױף די קלאַװישן פֿון ייִדישער פּאָעזיִע: לידער פֿון ייִדישע דיכטער לײענט יעװגעני קיסין (Аф ди клавишн фун йидишер поэзие — На клавишах еврейской поэзии: стихи еврейских поэтов читает Евгений Кисин, идиш, компакт-диск). Нью-Йорк, Forward Association, 2010.
- אַ ייִדישער שײגעץ (А йидишер шейгец). Стихи, рассказы и стихотворные переводы. Под редакцией Бориса Сандлера. Нью-Йорк: Virtue Partnership, 2019. — 120 с.
- בלויז עטלעכע מינוט גאַנג… (Блойз этлэхэ минут ганг — лишь в нескольких минутах ходьбы). Рассказы и дневники. Под редакцией Бориса Сандлера. Нью-Йорк: Virtue Partnership, 2021. — 138 с.
- В 2017 году издал автобиографическую книгу «Воспоминания и размышления» (М.: Арт Волхонка, английский перевод — Memoirs and Reflections, Лондон: Weidenfeld & Nicolson, 2019. — 208 pp.)[64]; перевод на корейский язык (2018).